# Lijst van onroerend erfgoed in Lille
Een overzicht van het onroerend erfgoed in de Belgische gemeente Lille. Het onroerend erfgoed maakt deel uit van het cultureel erfgoed in België.

## Bouwkundig erfgoed
| Object                                                | Erfgoedstatus?                                          | Bouwjaar of architect | Deelgemeente   | Adres                | Coördinaten                   | Nummer? | Afbeelding                                            |
| ----------------------------------------------------- | ------------------------------------------------------- | --------------------- | -------------- | -------------------- | ----------------------------- | ------- | ----------------------------------------------------- |
| Kempische schuur                                      |                                                         |                       | Lille          | Beek                 | 51° 14' 7" NB, 4° 49' 58" OL  | 47404   | Kempische schuur                                      |
| Boskapel                                              | Monument                                                |                       | Lille          | Boskapelstraat       | 51° 13' 58" NB, 4° 49' 18" OL | 47407   | Boskapel                                              |
| Molenaarswoning en olieslagmolen                      | Monument                                                |                       | Lille          | Broekzijstraat 24-26 | 51° 14' 4" NB, 4° 48' 22" OL  | 47409   | Molenaarswoning en olieslagmolen                      |
| Sint-Annakapel                                        | Monument                                                |                       | Lille          | Kapelstraat          | 51° 14' 36" NB, 4° 49' 25" OL | 47412   | Sint-Annakapel                                        |
| Parochiekerk Sint-Pieter                              | toren (monument)                                        |                       | Lille          | Kerkstraat 1         | 51° 14' 17" NB, 4° 49' 25" OL | 47413   | Parochiekerk Sint-Pieter                              |
| Notariswoning                                         |                                                         |                       | Lille          | Kerkstraat 12        | 51° 14' 19" NB, 4° 49' 23" OL | 47414   | Notariswoning                                         |
| Vrijstaand burgerhuis                                 |                                                         |                       | Lille          | Kerkstraat 14        | 51° 14' 19" NB, 4° 49' 23" OL | 47415   | Vrijstaand burgerhuis                                 |
| Pastorie ontworpen door P.J. Taeymans                 |                                                         |                       | Lille          | Kerkstraat 22        | 51° 14' 18" NB, 4° 49' 20" OL | 47417   | Pastorie ontworpen door P.J. Taeymans                 |
| Hoeve De Schrans                                      | Monument                                                |                       | Lille          | Kerkstraat 79        | 51° 14' 13" NB, 4° 49' 4" OL  | 47419   | Hoeve De Schrans                                      |
| Langgestrekte hoeve                                   |                                                         |                       | Lille          | Klophamer 13         | 51° 15' 7" NB, 4° 50' 3" OL   | 47420   | Langgestrekte hoeve                                   |
| Villa Hof op de Beek                                  |                                                         |                       | Lille          | Poederleese weg 64   | 51° 14' 3" NB, 4° 49' 42" OL  | 47421   | Villa Hof op de Beek                                  |
| Gemeentehuis van Lille                                |                                                         |                       | Lille          | Rechtestraat 7       | 51° 14' 17" NB, 4° 49' 27" OL | 47422   | Gemeentehuis van Lille                                |
| Villa in cottagestijl                                 |                                                         |                       | Lille          | Rechtestraat 48      | 51° 14' 26" NB, 4° 49' 28" OL | 47423   | Villa in cottagestijl                                 |
| Kempische schuur                                      |                                                         |                       | Lille          | Rolleken 30          | 51° 16' 5" NB, 4° 50' 2" OL   | 47424   | Kempische schuur                                      |
| Zwarte Molen                                          |                                                         |                       | Lille          | Verbindingsstraat 1  | 51° 13' 55" NB, 4° 49' 41" OL | 47425   | Zwarte Molen                                          |
| Vrijstaande burgerwoning                              |                                                         |                       | Lille          | Wechelsebaan 18      | 51° 14' 34" NB, 4° 49' 22" OL | 47426   | Vrijstaande burgerwoning                              |
| Ommegang                                              |                                                         |                       | Lille          | Wechelsebaan         | 51° 14' 49" NB, 4° 49' 15" OL | 47427   | Ommegang                                              |
| Boerenwoning De Kemphaan                              |                                                         |                       | Lille          | Wechelsebaan 194     | 51° 15' 13" NB, 4° 48' 44" OL | 47429   | Boerenwoning De Kemphaan                              |
| Vrijstaande dorpswoning                               |                                                         |                       | Gierle         | Beersebaan 26        | 51° 16' 13" NB, 4° 52' 2" OL  | 47430   | Vrijstaande dorpswoning                               |
| Neotraditioneel pand                                  |                                                         |                       | Gierle         | Beersebaan 175       | 51° 16' 55" NB, 4° 51' 24" OL | 47431   | Neotraditioneel pand                                  |
| Vrijstaand burgerhuis                                 | dorpsgezicht                                            |                       | Gierle         | De Nefstraat 1       | 51° 16' 7" NB, 4° 52' 3" OL   | 47432   | Vrijstaand burgerhuis                                 |
| Dorpswoning                                           |                                                         |                       | Gierle         | De Nefstraat 27      | 51° 16' 10" NB, 4° 52' 9" OL  | 47433   | Dorpswoning                                           |
| Wegkapel                                              |                                                         |                       | Gierle         | Hemeldonk            | 51° 16' 18" NB, 4° 51' 22" OL | 47434   | Wegkapel                                              |
| Pensionaat der Religieuze Ursulinen                   |                                                         |                       | Gierle         | Kloosterstraat 26-28 | 51° 15' 58" NB, 4° 51' 55" OL | 47435   | Pensionaat der Religieuze Ursulinen                   |
| Kapel De Haspel                                       |                                                         |                       | Gierle         | Kosterstraat         | 51° 16' 18" NB, 4° 52' 30" OL | 47436   | Kapel De Haspel                                       |
| Hoeve met losse bestanddelen                          |                                                         |                       | Gierle         | Middelveld 13        | 51° 15' 54" NB, 4° 52' 37" OL | 47437   | Hoeve met losse bestanddelen                          |
| Windmolen In Stormen Sterk                            | Monument                                                |                       | Gierle         | Molenstraat          | 51° 16' 9" NB, 4° 51' 53" OL  | 47438   | Windmolen In Stormen Sterk                            |
| Kapel Onze-Lieve-Vrouw Bezoeking                      | Monument                                                |                       | Gierle         | Rooienkapel          | 51° 16' 36" NB, 4° 52' 57" OL | 47439   | Kapel Onze-Lieve-Vrouw Bezoeking                      |
| Gemeentelijke jongensschool                           |                                                         |                       | Gierle         | Schoolstraat 43      | 51° 16' 7" NB, 4° 51' 49" OL  | 47440   | Gemeentelijke jongensschool                           |
| Parochiekerk Onze-Lieve-Vrouw                         | toren (monument)                                        |                       | Gierle         | Singel               | 51° 16' 2" NB, 4° 52' 4" OL   | 47441   | Parochiekerk Onze-Lieve-Vrouw                         |
| Gemeentehuis van Gierle                               | dorpsgezicht                                            |                       | Gierle         | Singel 1             | 51° 15' 59" NB, 4° 52' 3" OL  | 47442   | Gemeentehuis van Gierle                               |
| Dorpswoning                                           | dorpsgezicht                                            |                       | Gierle         | Singel 3             | 51° 16' 0" NB, 4° 52' 1" OL   | 47443   | Dorpswoning                                           |
| Neoclassicistisch burgerhuis                          | dorpsgezicht                                            |                       | Gierle         | Singel 9             | 51° 16' 3" NB, 4° 52' 1" OL   | 47444   | Neoclassicistisch burgerhuis                          |
| Hoevecomplex                                          | Latijnse school (monument), jeneverstokerij (monument), |                       | Gierle         | Singel 19, 23        | 51° 16' 4" NB, 4° 52' 3" OL   | 47445   | Hoevecomplex                                          |
| Kempische langsschuur                                 | Monument                                                |                       | Gierle         | Oude Baan 1          | 51° 16' 5" NB, 4° 52' 5" OL   | 47446   | Kempische langsschuur                                 |
| Vrijstaand burgerhuis                                 | dorpsgezicht                                            |                       | Gierle         | Singel 25            | 51° 16' 4" NB, 4° 52' 3" OL   | 47447   | Vrijstaand burgerhuis                                 |
| Afspanning en dorpsherberg In den Eik                 | dorpsgezicht                                            |                       | Gierle         | Singel 35            | 51° 15' 60" NB, 4° 52' 4" OL  | 47448   | Afspanning en dorpsherberg In den Eik                 |
| Langgestrekte hoeve                                   |                                                         |                       | Gierle         | Turnhoutsebaan 15    | 51° 16' 22" NB, 4° 52' 45" OL | 47449   | Langgestrekte hoeve                                   |
| Wegkapel                                              |                                                         |                       | Gierle         | Vennestraat          | 51° 15' 55" NB, 4° 52' 15" OL | 47450   | Wegkapel                                              |
| Dokterswoning                                         |                                                         |                       | Gierle         | Vennestraat 25       | 51° 15' 59" NB, 4° 52' 11" OL | 47451   | Dokterswoning                                         |
| Burgerhuis                                            |                                                         |                       | Gierle         | Vennestraat 36       | 51° 15' 56" NB, 4° 52' 11" OL | 47452   | Burgerhuis                                            |
| Parochiekerk Sint-Jan-Baptist                         |                                                         |                       | Poederlee      | Dorp                 | 51° 13' 37" NB, 4° 50' 8" OL  | 47453   | Parochiekerk Sint-Jan-Baptist                         |
| Pastorie Sint-Jan-Baptistparochie                     |                                                         |                       | Poederlee      | Dorp 2               | 51° 13' 36" NB, 4° 50' 10" OL | 47454   | Pastorie Sint-Jan-Baptistparochie                     |
| Burgerhuis                                            |                                                         |                       | Poederlee      | Dorp 3-5             | 51° 13' 38" NB, 4° 50' 7" OL  | 47455   | Burgerhuis                                            |
| Dorpswoning                                           |                                                         |                       | Poederlee      | Dorp 21              | 51° 13' 41" NB, 4° 50' 6" OL  | 47456   | Dorpswoning                                           |
| Gemeentehuis van Poederlee                            |                                                         |                       | Poederlee      | Dorp 30              | 51° 13' 42" NB, 4° 50' 8" OL  | 47457   | Gemeentehuis van Poederlee                            |
| Hoeve met woonstalhuis                                |                                                         |                       | Poederlee      | Dorp 45              | 51° 13' 45" NB, 4° 50' 4" OL  | 47458   | Hoeve met woonstalhuis                                |
| Dorpswoning                                           |                                                         |                       | Poederlee      | Dorp 53              | 51° 13' 46" NB, 4° 50' 1" OL  | 47459   | Dorpswoning                                           |
| Dorpswoning                                           |                                                         |                       | Poederlee      | Dorp 63              | 51° 13' 47" NB, 4° 49' 58" OL | 47460   | Dorpswoning                                           |
| Smidse                                                |                                                         |                       | Poederlee      | Dorp 71              | 51° 13' 51" NB, 4° 49' 57" OL | 47461   | Smidse                                                |
| Villa Tricot                                          |                                                         |                       | Poederlee      | Dorp 104             | 51° 13' 50" NB, 4° 50' 0" OL  | 47462   | Villa Tricot                                          |
| Heerlekapel                                           | Monument                                                |                       | Poederlee      | Heerle               | 51° 12' 58" NB, 4° 51' 55" OL | 47463   | Heerlekapel                                           |
| Kapel van het Eerwaardig Heilig Sacrament             | Monument                                                |                       | Poederlee      | Heggekapel           | 51° 13' 8" NB, 4° 49' 59" OL  | 47464   | Kapel van het Eerwaardig Heilig Sacrament             |
| Pijlerkapelletjes De zeven weeën van Onze-Lieve-Vrouw | Monument                                                |                       | Poederlee      | Heggekapel           | 51° 13' 9" NB, 4° 49' 53" OL  | 47465   | Pijlerkapelletjes De zeven weeën van Onze-Lieve-Vrouw |
| Kapel toegewijd aan het Heilig Hart                   |                                                         |                       | Poederlee      | Heikant              | 51° 13' 48" NB, 4° 49' 51" OL | 47466   | Kapel toegewijd aan het Heilig Hart                   |
| Hoeve                                                 |                                                         |                       | Poederlee      | Heikant 101, 105     | 51° 13' 42" NB, 4° 49' 30" OL | 47467   | Hoeve                                                 |
| Hoeve met losse bestanddelen                          |                                                         |                       | Poederlee      | Hoeven 2             | 51° 13' 7" NB, 4° 50' 34" OL  | 47468   | Hoeve met losse bestanddelen                          |
| Dwarsschuur                                           |                                                         |                       | Poederlee      | Neerzand             | 51° 13' 2" NB, 4° 49' 41" OL  | 47470   | Upload foto                                           |
| Kapel                                                 |                                                         |                       | Poederlee      | Wijngaard            | 51° 13' 37" NB, 4° 50' 32" OL | 47471   | Kapel                                                 |
| Kempische schuur                                      |                                                         |                       | Poederlee      | Zittaart 2           | 51° 13' 23" NB, 4° 48' 36" OL | 47472   | Kempische schuur                                      |
| Kapel Zittaart                                        |                                                         |                       | Poederlee      | Zittaart             | 51° 13' 16" NB, 4° 48' 45" OL | 47473   | Kapel Zittaart                                        |
| Langgestrekte hoeve                                   |                                                         |                       | Poederlee      | Zittaart 21          | 51° 13' 9" NB, 4° 48' 32" OL  | 47474   | Langgestrekte hoeve                                   |
| Parochiekerk Sint-Amelberga                           | toren (monument)                                        |                       | Wechelderzande | Den Hert 4           | 51° 15' 49" NB, 4° 47' 12" OL | 47477   | Parochiekerk Sint-Amelberga                           |
| Gasthof De Keizer                                     | Monument                                                |                       | Wechelderzande | Den Hert 5           | 51° 15' 48" NB, 4° 47' 14" OL | 47478   | Gasthof De Keizer                                     |
| Afspanning Den Hert                                   |                                                         |                       | Wechelderzande | Den Hert 17-18       | 51° 15' 47" NB, 4° 47' 8" OL  | 47479   | Afspanning Den Hert                                   |
| Landhuis Seringenhof                                  | Monument                                                |                       | Wechelderzande | Huidevetterstraat 11 | 51° 15' 43" NB, 4° 47' 13" OL | 47480   | Landhuis Seringenhof                                  |
| Woning Descamps                                       |                                                         |                       | Wechelderzande | Kerkepad 61          | 51° 16' 5" NB, 4° 46' 55" OL  | 47481   | Upload foto                                           |
| Woning Helsen                                         |                                                         |                       | Wechelderzande | Moereind 31          | 51° 15' 22" NB, 4° 47' 43" OL | 47482   | Woning Helsen                                         |
| Hoeve met Kempische schuur                            |                                                         |                       | Wechelderzande | Moereind 74          | 51° 15' 23" NB, 4° 47' 23" OL | 47483   | Hoeve met Kempische schuur                            |
| Woonstalhuis                                          |                                                         |                       | Wechelderzande | Molenheide 22        | 51° 16' 17" NB, 4° 47' 23" OL | 47484   | Woonstalhuis                                          |
| Dorpswoning                                           |                                                         |                       | Wechelderzande | Oostmalsebaan 5      | 51° 15' 50" NB, 4° 47' 4" OL  | 47485   | Dorpswoning                                           |
| Molenaarswoning                                       |                                                         |                       | Wechelderzande | Oostmalsebaan 26-28  | 51° 15' 55" NB, 4° 47' 1" OL  | 47486   | Molenaarswoning                                       |
| Vrije lagere school met bijhorend klooster            |                                                         |                       | Wechelderzande | Oostmalsebaan 37     | 51° 15' 55" NB, 4° 46' 59" OL | 47487   | Vrije lagere school met bijhorend klooster            |
| Landhuis Hof d'Intere                                 | Monument                                                |                       | Wechelderzande | Pastorijstraat 2     | 51° 15' 51" NB, 4° 47' 18" OL | 47488   | Landhuis Hof d'Intere                                 |
| Vrijstaand burgerhuis                                 |                                                         |                       | Wechelderzande | Pulsebaan 8          | 51° 15' 46" NB, 4° 47' 7" OL  | 47489   | Vrijstaand burgerhuis                                 |
| Kunstenaarswoning Jaak Rosseels                       |                                                         |                       | Wechelderzande | Pulsebaan 15         | 51° 15' 41" NB, 4° 47' 9" OL  | 47490   | Kunstenaarswoning Jaak Rosseels                       |
| Hoeve d'Akkere                                        |                                                         |                       | Wechelderzande | Pulsebaan 74         | 51° 15' 34" NB, 4° 46' 59" OL | 47491   | Hoeve d'Akkere                                        |
| Woonstalhuis                                          |                                                         |                       | Wechelderzande | Vlimmersebaan 7      | 51° 15' 51" NB, 4° 47' 8" OL  | 47492   | Woonstalhuis                                          |
| Woonstalhuis                                          |                                                         |                       | Wechelderzande | Vlimmersebaan 21     | 51° 15' 54" NB, 4° 47' 11" OL | 47493   | Woonstalhuis                                          |
| Dorpswoningen                                         |                                                         |                       | Wechelderzande | Vlimmersebaan 40-42  | 51° 15' 57" NB, 4° 47' 17" OL | 47494   | Dorpswoningen                                         |
| Johannahoeve                                          |                                                         |                       | Wechelderzande | Vlimmersebaan 134    | 51° 16' 34" NB, 4° 47' 11" OL | 47495   | Johannahoeve                                          |
| Kapel                                                 | Monument                                                |                       | Wechelderzande | Wagemansstraat       | 51° 15' 36" NB, 4° 47' 28" OL | 47496   | Kapel                                                 |
| Oorlogsmonument Gierle                                | dorpsgezicht                                            |                       | Gierle         | Singel               |                               | 216103  | Upload foto                                           |

### Bouwkundige gehelen
| Object          | Erfgoedstatus? | Bouwjaar of architect | Deelgemeente | Adres                                                                              | Coördinaten | Nummer? | Afbeelding      |
| --------------- | -------------- | --------------------- | ------------ | ---------------------------------------------------------------------------------- | ----------- | ------- | --------------- |
| Dorpskom Gierle | Dorpsgezicht   |                       | Gierle       | Beersebaan, De Nefstraat, Oude Baan, Schoolblok, Schoolstraat, Singel, Vennestraat |             | 127495  | Dorpskom Gierle |